# Timbó
Timbó è un comune del Brasile nello Stato di Santa Catarina, parte della mesoregione della Vale do Itajaí e della microregione di Blumenau.

## Storia
Immigrati tedeschi guidati da Sr. Frederico Donner, si stabilirono nell'incrocio tra il fiume Benedito e il fiume dos Cedros, venendo dalla colonia di Blumenau.
In seguito arrivarono anche immigrati italiani e tirolesi di lingua italiana(trentini). Oggi queste etnie rappresentano ognuna circa la metà della popolazione. La grande maggioranza degli immigranti che arrivarono a Timbó, erano prevalentemente originari della città di Amburgo, del Meclemburgo-Pomerania Anteriore (Germania), della zona di Trento (ancora territorio dell'Impero Austroungarico) e di Chiavenna (tra il Lago di Como e St. Moritz) (Italia).
La città di Timbó fu fondata il 12 ottobre 1869 e diventò municipio il 25 marzo 1934.

## Monumenti e luoghi d'interesse

### Morro Azul (monte azzurro) Parco Ecologico Freymund Germer
Si trova a 18 km dal centro cittadino. È il punto più alto di Timbó, con 758 m s.l.m. di altitudine. La cima è equipaggiata con una rampa per la pratica del volo libero, una struttura per camping che attira turisti attratti dal paesaggio. Nel tragitto, passando per strade tortuose, ci sono molte case tipiche e centenarie.

### Giardino Botanico (Parco di Esposizione Franz Damm)
Localizzato nel centro della città, possiede una grande area verde con laghi, struttura per campeggio e ristorante.

### Morro Arapongas
Visibile dal municipio, a 6 km dal centro, però di difficile accesso, è frequentato per lo più da persone amanti dell'avventura e dello sport, principalmente per la pratica del volo libero.

### Diga sul Rio Benedito
Costruita nel 1880 da immigranti tedeschi, si trova nel centro di Timbó. L'accesso è dalla piazza Oscar Bremer, con il suo fico centenario. Avvicinandosi, l'ambiente diventa più calmo, nonostante sia inserita in un contesto urbano.

### Museo della Musica – Salone Hammermeister
Strumenti musicali di cinque secoli esposti in un salone da ballo costruito nel secolo passato. Localizzato in rua Edmundo Bell, Statale SC 477, km 5.

### Museo dell'immigrante
Il museo dell'immigrante vuol essere un posto dove si possa contemplare la memoria, preservando la storia e l'identità della città attraverso la rappresentazione delle abitudini e costumi di vita degli avi. Si trova in Avenida Getúlio Vargas, Centro.